# 함평중학교
함평중학교(咸平中學校)는 대한민국 전라남도 함평군 함평읍 기각리에 있는 공립 중학교이다.

## 학교 연혁
- 1929년 9월 25일 : 공립농잠실수학교 개교
- 1951년 9월 25일 : 함평중학교로 교명 변경
- 1994년 9월 1일 : 함평중, 함평실고 통합
- 1996년 9월 1일 : 함평중, 함평실고 분리
- 2017년 9월 1일 : 통합함평중학교 개교(함평중, 학다리중, 나산중)
- 2024년 3월 1일 : 제31대 류미영 교장 부임
- 2025년 1월 8일 : 제95회 졸업(총 졸업생수 15,336명)
- 2025년 3월 4일 : 신입생 102명 입학(남 57명, 여 45명)

## 참고 자료
- 함평중학교 - 한국교육학술정보원 학교알리미